# اچ‌ام‌اس کلکته (دی۸۲)
اچ‌ام‌اس کالکوتا (دی۸۲) (به انگلیسی: HMS Calcutta (D82)) یک کشتی است که طول آن ۴۵۱٫۴ فوت (۱۳۷٫۶ متر) می‌باشد. این کشتی در سال ۱۹۱۸ ساخته شد.